# Oda Maria Hove Bogstad
Oda Maria Hove Bogstad (Moi, 6 agosto 1996) è una calciatrice norvegese, portiere del Klepp e della nazionale norvegese.

## Palmarès

### Club
- Campionato norvegese: 1

Sandviken: 2021